# Guerre entre le Cambodge et le Vietnam
La guerre Cambodge - Vietnam est un conflit armé ayant opposé, entre décembre 1978 et janvier 1979, le Viêt Nam au Kampuchéa démocratique, le régime politique installé au Cambodge par les Khmers rouges. La guerre est précédée d'accrochages le long des frontières terrestres et maritimes des deux pays entre 1975 et 1977, pouvant impliquer des formations de la taille d'une division. Le 25 décembre 1978, le Viêt Nam lance une invasion à grande échelle du Kampuchéa, occupe le pays et chasse les Khmers rouges du pouvoir. 
Au cours de la guerre du Viêt Nam, les communistes vietnamiens et les Khmers rouges s'allient contre les Américains et les régimes qu'ils soutiennent, tant au Viêt Nam du Sud qu'au Cambodge. En dépit de cette coopération, les Khmers rouges craignent que les communistes vietnamiens souhaitent créer une fédération indochinoise qu'ils domineraient. Pour parer à cette menace, l'état-major khmer rouge purge les éléments pro-vietnamiens au sein de leurs rangs alors que le régime de Lon Nol s'effondre en 1975. En mai 1975, le nouveau gouvernement forme le Kampuchéa démocratique, dominé par les Khmers rouges. Rapidement, il s'attaque au Viêt Nam et à l'île de Phú Quốc. En dépit de ces affrontements, les dirigeants des deux pays nouvellement communistes procèdent publiquement à des échanges diplomatiques comme pour attester la solidité de leurs relations. Néanmoins, cela ne peut masquer la crainte des Khmers face à la menace d'un expansionnisme vietnamien. Le 30 avril 1977, ils lancent une nouvelle attaque contre le Viêt Nam qui riposte à la fin de l'année, pour contraindre le gouvernement du Kampuchéa à négocier. En janvier 1978, les militaires vietnamiens se retirent alors que le gouvernement khmer refuse toujours la voie diplomatique.
Des combats de faible envergure persistent tout au long de l'année 1978 alors que la république populaire de Chine essaie d'intervenir comme médiatrice. Néanmoins, aucun compromis acceptable par les deux parties ne peut être atteint. À la fin de l'année 1978, les dirigeants vietnamiens décident de renverser le gouvernement khmer qu'ils perçoivent comme trop hostile et favorable à la Chine. Le 25 décembre 1978, 150 000 troupes vietnamiennes envahissent le territoire cambodgien et écrasent l'Armée révolutionnaire du Kampuchéa en seulement deux semaines. Le 8 janvier 1979, la république populaire du Kampuchéa, pro-vietnamienne, est créée. C'est le début d'une occupation par le Viêt Nam qui dure dix ans. Au cours de cette période, le gouvernement khmer rouge continue d'être reconnu par les Nations unies comme le gouvernement légitime, alors que plusieurs groupes armés ont organisé une résistance face aux forces d'occupation vietnamiennes. Cela n'empêche pas l'ouverture de négociations entre Hun Sen, le premier ministre de la République populaire du Kampuchéa et la Coalition gouvernementale du Kampuchéa démocratique. Du fait d'une importante pression économique et diplomatique de la communauté internationale, le gouvernement vietnamien lance une série de réformes économiques et de sa politique étrangère, conduisant à l'évacuation du Kampuchéa en septembre 1989. 
Lors de la troisième rencontre de Jakarta en 1990, les Australiens soutiennent un plan de paix pour le Cambodge, accepté par les deux parties qui forment un gouvernement d'union connu sous le nom de Conseil national suprême. Son rôle est de représenter la souveraineté cambodgienne au niveau international tandis que l'Autorité provisoire des Nations unies au Cambodge gère les affaires internes du pays jusqu'à l'élection d'un gouvernement cambodgien au cours d'un processus électoral démocratique et pacifique. Le chemin vers la paix n'en reste pas moins complexe car les dirigeants khmers rouges refusent de participer aux élections générales et en perturbent même le cours en lançant des attaques militaires contre les casques bleus et en tuant des migrants vietnamiens. En mai 1993, le FUNCINPEC de Sihanouk bat le Parti du peuple cambodgien (CPP), successeur du Parti populaire révolutionnaire du Kampuchéa. Toutefois, les leaders du CPP refusent d'admettre leur défaite et annoncent la sécession de l'Est du Cambodge, où le CPP a reçu le plus de voix. Norodom Ranariddh accepte finalement de former une coalition avec le CPP pour éviter une telle issue. Peu après, la monarchie constitutionnelle fait son retour et les Khmers rouges sont rendus hors la loi par le nouveau gouvernement cambodgien.

## Contexte

### Les relations historiques entre le Viêt Nam et le Cambodge
Dès le XIIIe siècle, Angkor Vat, le siège de l'Empire khmer, est soumis à l'influence vietnamienne. Celle-ci s'accroît progressivement et indirectement puisque ce n'est qu'au début du XIXe siècle que le Viêt Nam exerce un contrôle direct sur le Cambodge. En 1813, Nak Ong Chan s'empare du trône cambodgien avec l'aide du Viêt Nam. Sous son gouvernement, le Cambodge devient un protectorat de son voisin et, après sa mort en 1834, le Viêt Nam colonise le Cambodge. Une administration vietnamienne se met en place et le territoire est désormais qualifié de province. Tout au long de la décennie 1830, le Viêt Nam s'efforce de combattre la culture khmère, influencée par le monde indien plutôt que par le monde chinois. Sous l'ère de l'Indochine française, l'influence vietnamienne ne disparaît pas. Les régions méridionales du Cambodge, comprenant Saïgon, le delta du Mékong et Tây Ninh, sont cédées au Viêt Nam. Cette perte territoriale fournit le prétexte aux Khmers rouges pour intervenir militairement au Viêt Nam.

### La montée du communisme

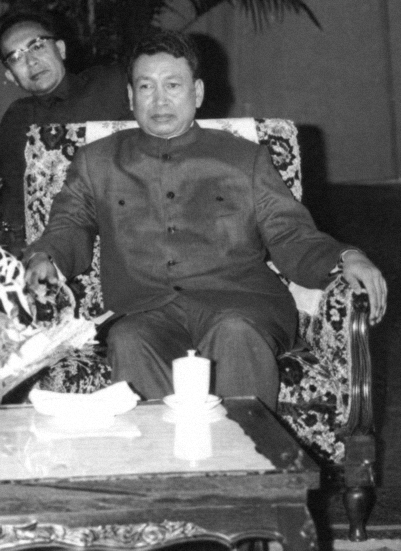
Pol Pot en mai 1978.

Le mouvement communiste cambodgien, créé à l'origine durant la guerre d'Indochine avec le soutien et sous le contrôle du Parti des travailleurs du Viêt Nam, échappe progressivement dans les années 1960 à la tutelle de ses alliés vietnamiens. Son secrétaire, Saloth Sâr (connu plus tard sous le pseudonyme de Pol Pot), le rebaptise secrètement Parti communiste du Kampuchéa et se rapproche politiquement de la république populaire de Chine. Durant la guerre civile cambodgienne, théâtre annexe de la guerre du Viêt Nam, les Khmers rouges — nom donné à la guérilla animée par le PCK — bénéficient du soutien du Nord Viêt Nam mais agissent avec une indépendance croissante, jusqu'à refuser de prendre part, malgré les demandes des Vietnamiens, aux pourparlers qui conduisent en 1973 aux accords de paix de Paris. En 1975, les Khmers rouges se livrent à une course de vitesse pour prendre Phnom Penh avant que les Nord-Vietnamiens ne prennent eux-mêmes Saïgon et n'aient le loisir d'intervenir ensuite au Cambodge.
Dès le lendemain de la chute de Phnom Penh en avril 1975, une partie des troupes khmères rouges reçoit l'ordre de se porter sur la frontière vietnamienne, et des escarmouches les opposent aux Bộ đội nord-vietnamiens dans le courant du mois de mai. En juin, le secrétaire général du parti vietnamien, Lê Duẩn, doit se rendre à Phnom Penh pour ramener le calme : Pol Pot lui présente ses excuses pour la « méconnaissance de la topographie » dont a fait preuve l'Armée révolutionnaire du Kampuchéa. Le conflit entre communistes cambodgiens et vietnamiens est d'ordre à la fois politique et territorial : les Khmers rouges s'opposent à la volonté hégémonique des Vietnamiens sur les pays de la région, et visent à récupérer le territoire du Kampuchéa Krom, que la plupart des khmers considèrent comme le berceau de leur peuple.
L'hostilité à la fois sociale et raciale envers les populations d'ethnie vietnamiennes tient une large place dans le programme des Khmers rouges qui, dès la conférence secrète tenue en mai 1975 par l'« Angkar », décident l'expulsion de la minorité vietnamienne du Cambodge. Entre mai et septembre 1975, environ 150 000 civils vietnamiens sont « rapatriés sur la base du volontariat » vers le Viêt Nam (dans les faits, souvent expulsés du Cambodge) mais, dès l'année suivante, la minorité de Vietnamiens restés au Cambodge se voit interdire de quitter le pays. Fin 1975 début 1976, une partie des anciens Khmers issarak, communistes cambodgiens formés à Hanoï, sont victimes de purges. Le  gouvernement de Pol Pot tente de maintenir une façade de relations amicales avec le Viêt Nam, sans pour autant entraîner le Kampuchéa démocratique sur la voie des concessions. En mars 1976, il prononce un discours lors d'une réunion des dirigeants du PCK, qualifiant le Viêt Nam de « dragon noir qui crache son venin ». En avril 1976, les deux partis communistes conviennent de négocier un traité sur la frontière Cambodge-Viêt Nam mais les négociations, le mois suivant, achoppent notamment sur le dossier de la frontière maritime, et les rencontres suivantes sont repoussées sans plus de précision. Le sommet annoncé pour le mois de juin n'a finalement jamais lieu. Malgré les amabilités des dirigeants khmers rouges envers leurs homologues vietnamiens, la propagande interne du Kampuchéa démocratique est d'une hostilité grandissante envers le Viêt Nam. En juin 1977, le ministère des affaires étrangères cambodgien publie une brochure destinée à prouver que la perte du Kampuchéa Krom est l'œuvre des autorités royales du passé et des colonisateurs français, au profit des « avaleurs vietnamiens de territoire cambodgien ». L'animosité croissante entre les gouvernements du Viêt Nam et du Cambodge est encore aggravée par le soutien que leur apportent respectivement l'URSS, et la république populaire de Chine : la rivalité sino-soviétique se trouve transposée en Asie du Sud-Est. L'insistance du Viêt Nam, qui vise l'hégémonie dans la région, à obtenir des « relations spéciales » avec le Cambodge et le Laos, et le soutien que les États-Unis apportent à la Chine pour contrer l'URSS, entretiennent encore la tension.
Le 1er avril 1977, une directive du Centre ordonne aux autorités locales d'arrêter tous les Vietnamiens de souche demeurés au Cambodge et de les livrer à la sécurité d'État. À la mi-1977, les troupes khmères rouges effectuent plusieurs incursions meurtrières en territoire vietnamien, dans le but explicite de récupérer le territoire du Kampuchéa Krom : Ta Mok, chef militaire de la région Sud-Ouest, aurait envisagé une offensive jusqu'à Hô Chi Minh Ville. Les zones frontalières du Viêt Nam, à population mixte khmero-vietnamienne, font l'objet d'attaques. Au printemps, les Khmers rouges effectuent des tirs d'artillerie sur la localité de Ke Mea. Lors d'une autre attaque, les troupes cambodgiennes franchissent la frontière et massacrent environ deux cents civils au village de Prey Tameang. Les troupes vietnamiennes, faute d'ordres, ne contre-attaquent pas et ce n'est qu'à partir de 1978 que les crimes des Khmers rouges sont ouvertement dénoncés par les autorités vietnamiennes. Le Kampuchéa démocratique tente en outre de fomenter des révoltes de populations Khmers Krom contre le gouvernement vietnamien.
Le 18 juillet 1977, le Viêt Nam signe avec le Laos un « traité d'amitié et de coopération », qui place son voisin sous sa protection ; le Kampuchéa démocratique refuse pour sa part de signer un traité similaire. De plus en plus inquiets devant l'attitude des Khmers rouges, et ne souhaitant voir s'installer au Cambodge une tête de pont de la république populaire de Chine qui les menacerait sur leur frontière ouest, les Vietnamiens prennent la décision, à l'été 1977, d'intervenir militairement. Dès lors, le Cambodge et le Viêt Nam sont dans un état de « guerre non déclarée ». Le 31 décembre 1977, 20 000 soldats vietnamiens franchissent la frontière cambodgienne, causant une  forte émotion internationale : ils se retirent le 6 janvier 1978, emmenant dans leur sillage 300 000 civils cambodgiens. Si le Kampuchéa démocratique dénonce une razzia opérée sur ses citoyens, le Viêt Nam déclare au contraire que les Cambodgiens se sont réfugiés volontairement sur son territoire.
Dans le courant de l'année 1978, la tension entre le Cambodge et le Viêt Nam atteint son maximum : le gouvernement des Khmers rouges, qui multiplie par ailleurs les purges en son sein, se livre à des persécutions raciales contre les Vietnamiens restés au Cambodge, qui sont massacrés en tant que tels. De leur côté, les Vietnamiens se préparent méthodiquement au combat, et s'appuient désormais ouvertement sur l'URSS, important des armes soviétiques, signant avec le gouvernement de Moscou un « traité de paix et de coopération » et rejoignant le CAEM en juin. Par le traité avec l'URSS, le Viêt Nam adresse un clair avertissement à la Chine en vue de la dissuader d'aider militairement les Khmers rouges sous peine de représailles soviétiques. Le Viêt Nam prend également en charge les cadres Khmers rouges réfugiés sur son territoire pour échapper aux purges ; Lê Đức Thọ a pour tâche de les encadrer et de les préparer à prendre le pouvoir au Cambodge. Le 2 décembre 1978, soixante-dix cadres et officiers Khmers rouges dissidents fondent le Front Uni National pour le Salut du Kampuchéa (FUNSK), dont Heng Samrin prend la direction.

## Déroulement du conflit

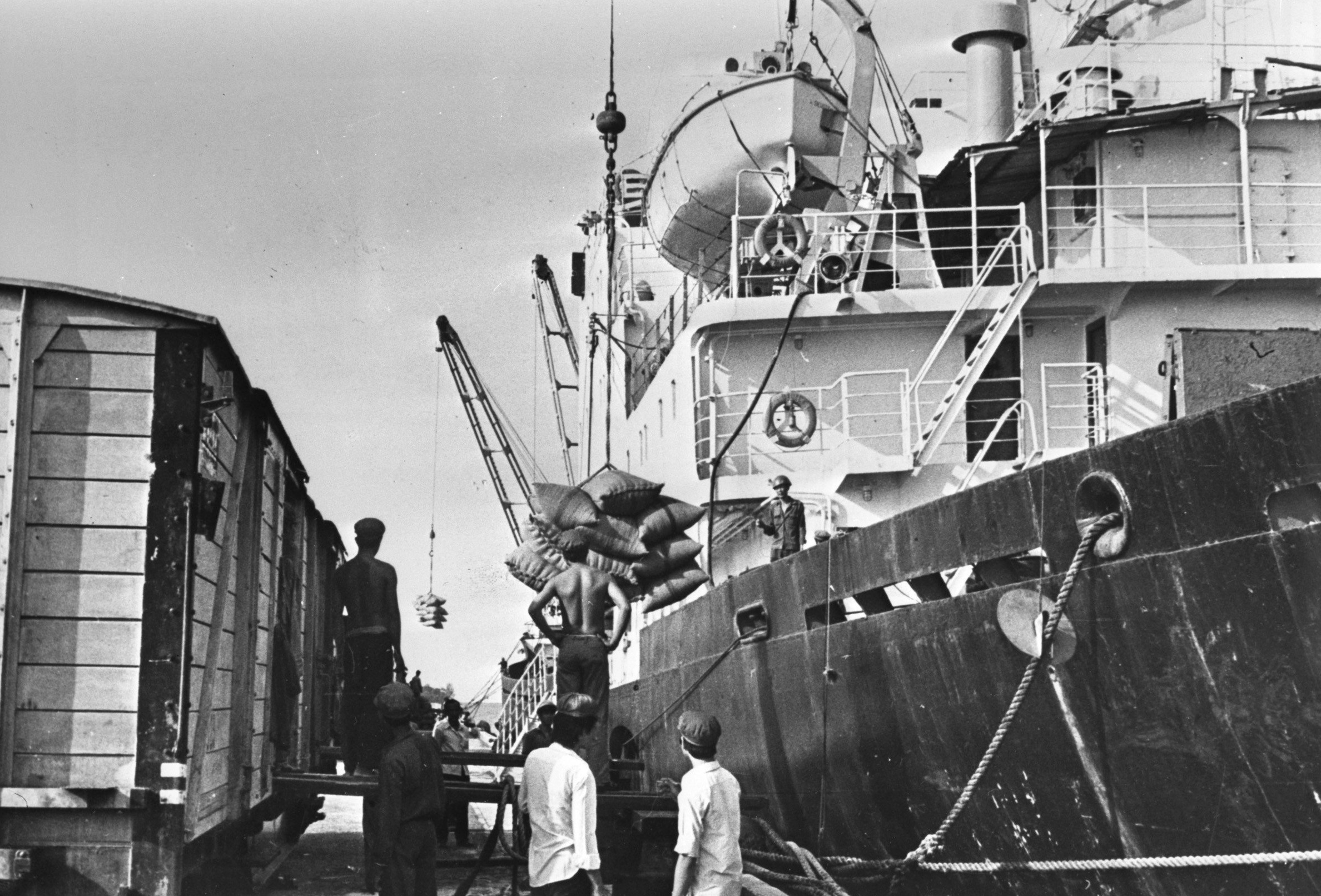
Un cargo soviétique apportant de l’aide humanitaire à Sihanoukville en novembre 1979.

Le 21 décembre 1978, le ministre de la défense vietnamien Võ Nguyên Giáp préconise le recours à « des forces écrasantes pour anéantir l’ennemi ». Le chef d'état-major de l'Armée populaire vietnamienne, le général Văn Tiến Dũng, prévoit d'employer la stratégie dite du « lotus en fleur », soit « une frappe surprise au centre, l'anéantissement du commandement ennemi qui s'y trouve, puis un déploiement pour détruire les avant-postes du périmètre ». L'invasion commence le 25 décembre : après une importante préparation d'artillerie et des bombardements massifs effectués par l'armée de l'air vietnamienne, 170 000 soldats vietnamiens « volontaires » déferlent sur le Cambodge. Les colonnes vietnamiennes partent de Buôn Ma Thuột et du Laos, et se dirigent en direction des provinces de Kratie et Stoeng Treng ; l'offensive est conçue sur le modèle de l'attaque Viêt Cong en territoire cambodgien qui avait suivi le coup d'État de Lon Nol en 1970, mais se déroule de manière beaucoup plus rapide : Kratie tombe le 30 décembre et Stoeng Treng quatre jours plus tard, laissant le nord-est du Cambodge sous le contrôle des Vietnamiens. Cette première attaque n'est cependant qu'une diversion, et le 1er janvier, le gros des troupes vietnamiennes réalise une attaque qui perce les lignes de défense khmères rouges et emprunte les routes nationales 1 et 7 pour marcher sur Phnom Penh.
Sur la nationale 7, à Kampong Cham, les troupes du ministre cambodgien de la défense Son Sen parviennent à retarder l'avance des Vietnamiens durant environ 48 heures, mais le quartier-général de Son Sen est ensuite pris d'assaut et lui-même manque de peu d'être fait prisonnier. Les troupes de Ta Mok opposent elles aussi une résistance farouche à Neak Luong et sur la route reliant Kompong Som à Phnom Penh. Mais la stratégie du Kampuchéa démocratique, mise au point par Son Sen, a le défaut d'immobiliser la moitié des troupes khmères rouges sur des positions avancées et fixes, au lieu d'adopter une tactique de guérilla mobile. Les troupes cambodgiennes offrent donc une cible idéale aux Vietnamiens, qui démantèlent en moins d'une semaine le bouclier défensif khmer rouge. Des unités entières de l'armée khmère rouge passent à l'ennemi, et des soulèvements armés et dispersés se produisent dans le nord du pays, parmi les civils mais également parmi les soldats. Des cadres et des soldats khmers rouges sont lynchés, d'autres prennent la fuite pour échapper à la vindicte populaire,.
Alors que le pays est ravagé par le conflit, Pol Pot s'absorbe dans des activités de routine. Dans les premiers jours de 1979, les chutes de Kratie, puis de Kampong Cham, font comprendre au gouvernement du Kampuchéa démocratique la gravité de leur situation. Sur ordre de Pol Pot, Norodom Sihanouk et Penn Nouth, en résidence surveillée depuis plusieurs années, sont évacués du pays. Pol Pot reçoit Sihanouk avant le départ de ce dernier et, selon le témoignage du prince, lui tient un discours délirant dans lequel il se déclare convaincu de la victoire sur les Vietnamiens grâce au soutien du peuple cambodgien. Il préconise en outre le retour à une tactique de guérilla pour vaincre le Viêt Nam à long terme. Le 5 janvier, Pol Pot prononce un discours invitant le peuple cambodgien à « une longue guerre contre l'expansionnisme soviétique international et le Pacte de Varsovie » et louant « l'armée cambodgienne vaillante et invincible ». Tous les membres du gouvernement khmer rouge prennent la fuite entre le 4 et le 7 janvier, abandonnant à leur sort la population des 40 000 ouvriers et soldats de Phnom Penh. Ta Mok est le dernier à partir au matin du 7 janvier. À la prison de Tuol Sleng, on interroge encore les prisonniers le 5 janvier quand Douch reçoit un message urgent de Nuon Chea lui ordonnant d'exécuter les derniers détenus. Il s'exécute mais n'a pas le temps de détruire les archives de la prison, qui tombent ensuite entre les mains des Vietnamiens. Quand l'armée vietnamienne entre dans Phnom Penh le 7 janvier, elle trouve une ville vide, abandonnée par ses défenseurs. Des exactions de soldats khmers rouges ont encore lieu jusqu'à la mi-janvier, quand des unités de l'armée du Kampuchéa démocratique reviennent dans des villages pour tuer les habitants.

## Conséquences

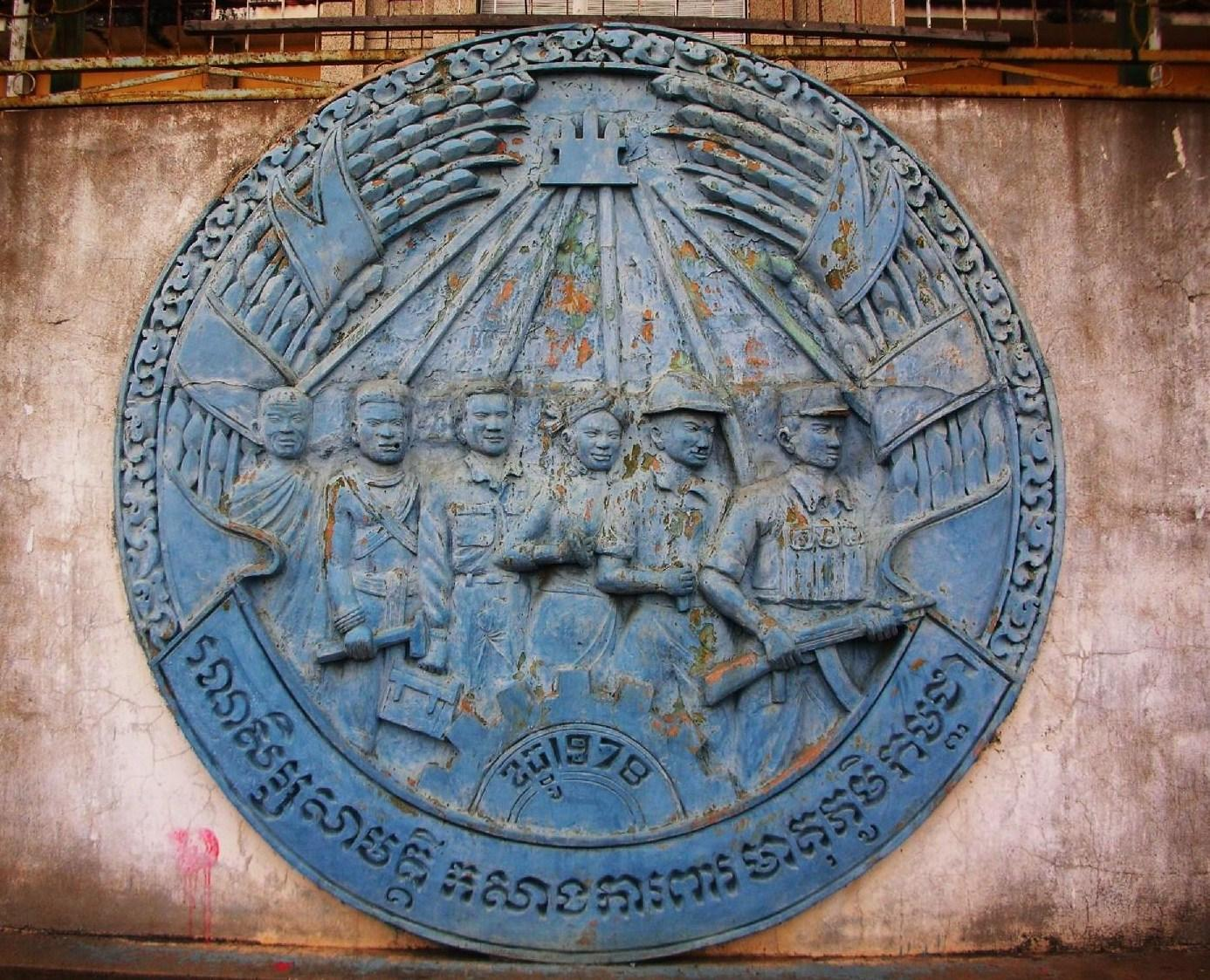
Emblème du FUNSK.

Dès le 11 janvier, les hommes du FUNSK sont installés au pouvoir. Le nouveau régime de la république populaire du Kampuchéa, soutenu par le Viêt Nam, est proclamé, sous la direction de Heng Samrin, qui occupe le poste de « Président du Conseil Populaire Révolutionnaire ». Le nouveau régime construit une grande partie de son discours sur la dénonciation des crimes khmers rouges : en août, Pol Pot et Ieng Sary sont condamnés à mort par contumace. 
Le renversement des Khmers rouges par les Vietnamiens entraîne, le mois suivant, une intervention militaire de la république populaire de Chine, qui souhaite « punir » le Viêt Nam, et mettre un frein à son hégémonie dans la région. La guerre sino-vietnamienne s'achève au bout d'un mois par le retrait des troupes chinoises. Le Viêt Nam, soutenu par l'URSS, domine désormais politiquement le Laos et le Cambodge, les deux autres régimes communistes voisins,.
Les Khmers rouges reconstituent leurs forces à la frontière thaïlandaise : soutenus par la Thaïlande qui souhaite contrer le Viêt Nam, ils lancent de nouvelles attaques dès l'été 1979. Le Kampuchéa démocratique continue par ailleurs d'être reconnu par l'ONU et occupe le siège du Cambodge aux Nations unies. Les Khmers rouges sont également soutenus par le Royaume-Uni (qui envoie les SAS, les forces spéciales britanniques, former les Khmers rouges aux technologies des mines terrestre) et les États-Unis. Ces deux pays imposent d'autre part un embargo au Cambodge. 
Au début des années 1980, les Khmers rouges forment une nouvelle alliance avec Sihanouk, ainsi qu'avec le FNLPK regroupant environ 40 000 combattants en 1990. 
Bien que l'armée vietnamienne se soit retirée officiellement du Cambodge le 26 septembre 1989 - mais conservant quelque temps encore un contingent réduit-, la guérilla se poursuit dans ce pays jusque dans les années 1990 : la situation politique du Cambodge ne connaît un début de règlement qu'en 1991 par les accords de Paris. Les Khmers rouges parviennent à reprendre le contrôle de certaines zones du pays, mais se mettent ensuite d'eux-mêmes hors jeu de la transition politique née des accords de 1991 et reprennent les hostilités. Le conflit s'achève tout à fait avec la défaite des Khmers rouges en 1998-1999.